# (200271) 1999 XA125
(200271) 1999 XA125 es un asteroide perteneciente al cinturón de asteroides descubierto el 7 de diciembre de 1999 por el equipo del Catalina Sky Survey desde el Catalina Sky Survey, Arizona, Estados Unidos.

## Designación y nombre
Designado provisionalmente como 1999 XA125.

## Características orbitales
1999 XA125 está situado a una distancia media del Sol de 2,718 ua, pudiendo alejarse hasta 3,007 ua y acercarse hasta 2,430 ua. Su excentricidad es 0,106 y la inclinación orbital 12,83 grados. Emplea 1637,41 días en completar una órbita alrededor del Sol.

## Características físicas
La magnitud absoluta de 1999 XA125 es 15,6. 